# Kali (série télévisée)
Pour les articles homonymes, voir Kali (homonymie).
Kali est une série télévisée française en 12 épisodes de 6 minutes créée par Richard Johnson, produite par La Parisienne d'Images et diffusée sur le web à partir du 18 octobre 2009, puis sur la chaîne cryptée de Canal+.

## Synopsis
Une Britannique débarque amnésique en gare du Nord. Elle se fait attaquer dès son arrivée mais parvient remarquablement à se défendre.

## Fiche technique
- Réalisation : Richard Johnson
- Scénario : Richard Johnson, Virgile Bramly, Elias Jabre et Alban Lefranc
- Production : La Parisienne d'Images, Canal+
- Producteurs : Bruno Gaccio

## Distribution
- Alexia Barlier : Kali
- Virgile Bramly : Stellit Foster
- Romain Vissol : Franck
- Frédéric van den Driessche : Karl
- Jean-Bernard Guillard : Melvin
- Alban Ivanov : Alex
- Mathieu Dupuis : Ringo

## Lancement
La websérie a été lancée en octobre 2009. Libération consacre un article à la stratégie de la société pour promouvoir l'œuvre. Le journal révèle que plusieurs auteurs de blogs considérés comme influents ont été rémunérés (jusqu'à 2 000 euros) pour publier un article élogieux sur l'œuvre. 

## Réception critique
La critique a été très tiède, voire plutôt négative, à l'égard de l'œuvre. Les Inrockuptibles évoque les nombreuses références et emprunts de la série (La Mémoire dans la peau, Dollhouse, Cours, Lola, cours), tout comme Télérama (« du film Ghost in the Shell pour le générique en passant par les codes des jeux vidéo, jusqu'à la trilogie Jason Bourne pour le scénario et la caméra à l'épaule »). Le premier hebdomadaire parle d'une œuvre « un peu plus chiadée que la moyenne » des web-séries, mais pointe de nombreuses faiblesses : une réalisation en demi-teinte, du niveau de la série Highlander ou de Code Eternity, ainsi que des dialogues jugés « nuls ». Le magazine se veut « indulgent » mais s'interroge sur la qualité de ces produits fabriqués pour internet, devenu la récupération des « accidents industriels, comme s'il n'y avait pas assez de vidéos inutiles ». Le second hebdomadaire salue son pitch « redoutablement efficace », son ambition narrative, l'efficacité de son montage, mais déplore des « dialogues ratés et une voix off qui fait souvent doublon avec les images ». Le journaliste de Télérama ajoute que le produit souffre de la modestie de son budget, notamment dans les scènes d'actions et les descriptions technologiques. Libération évoque, à l'inverse, des scènes d'actions efficaces, mais rejoint l'avis de Télérama en critiquant l'utilisation de la voix off, redondante et offrant au téléspectateur « une succession de monologues existentiels qui manquent cruellement de naturel ». Le Monde corrobore ces avis en pointant la faiblesse des dialogues qui « viennent se poser d'une manière artificielle et pesante sur des images qui se suffisent très souvent à elles-mêmes ». Les monologues de l'héroïne « sonnent creux et manquent de conviction ». Le journal regrette également une fin trop prévisible. Le site Fluctuat.net juge la réalisation « soignée » et l'action « plutôt bien menée » mais déplore la faiblesse de rythme « pour un format court, qui exige un scénario très resserré ».